# Nacionalisme aragonès

Una estelada aragonesa.

El nacionalisme aragonès és un moviment polític que defensa que Aragó té història, idioma, lleis i cultura pròpies suficients per a tenir una major autonomia i fins i tot per a conformar una nació independent. Un dels símbols més emprats pel nacionalisme aragonès és l'estrelada aragonesa, formada per les quatre barres d'Aragó i una estrella vermella al mig.

## Orígens
Des del principi del segle xviii, en el qual Aragó va perdre definitivament la seva independència política, la sensació d'una unitat nacional era considerada vagament per la població aragonesa; no obstant això, en cap moment es deixen de tenir clares les característiques que configuren el territori i el poble aragonès, fruit de la continuïtat multisecular d'Aragó com a regne sobirà. Amb tot, no serà fins al segle xx (en 1919) quan començarà a albirar-se políticament una visió d'Aragó amb caràcter nacionalista, a través de les pàgines d'El Ebro, la revista de la Unión Regionalista de Barcelona, que després passaria a dir-se Unión Aragonesista.
El nacionalisme aragonès sorgirà a partir de les primeres formulacions d'aquest grup d'immigrants aragonesos en Barcelona, qui es van organitzar entorn de la Unión Aragonesista, l'agrupació de la Juventud Aragonesista de Catalunya i la revista El Ebro. Aquesta última ha estat la principal referència històrica on ha estat exposat el discurs aragonesista primitiu, liderat doctrinalment per Gaspar Torrente i per Julio Calvo Alfaro.
Aquesta publicació mostra com l'aragonesisme al principi girà al voltant del regeneracionisme espanyol de principis del segle XX per pura inèrcia intel·lectual, donant-se les característiques d'aquell moviment com l'especial èmfasi en la regionalització cultural, atribuir-li a la regió la condició de part privilegiada i essencial d'Espanya, i dures crítiques contra el caciquisme.
En les dècades posteriors tant Gaspar Torrente com Julio Calvo Alfaro van aplaudir el cop d'estat de Miguel Primo de Rivera, esperant que el seu govern provoqués un ressorgiment d'Aragó mitjançant l'ensulsiada del caciquisme. Durant la Segona República espanyola l'aragonesisme manté l'en aquells dies ja vell discurs regeneracionista anticaciquil. A partir de llavors comença a emprar-se l'expressió nacionalitat en substitució de regió però sense qüestionar la nació espanyola, limitant-se a proposar la seva regeneració mitjançant el federalisme i la constitució política de les regions, amb clares influències del federalisme pimargallià, sorgint així Estado Aragonés.
El nacionalisme aragonès fonamenta les seves bases ideològiques en la història medieval del Regne i la Corona d'Aragó i la seva singularitat com a regne medieval.

### Segons Peiró Arroyo
Per Antonio Peiró Arroyo, en el seu llibre Orígenes del nacionalismo aragonés (1908-1923), l'activitat dels regionalistes saragossans era molt reduïda en comparació de la dels nacionalistes aragonesos a Barcelona, que van mantenir viu durant 21 anys un grup que jugava un doble paper polític i cultural i van publicar una revista pròpia, El Ebro. Aquests van estar agrupats sota la bandera d'Aragó, quan no hi havia a Aragó ni bandera ni aragonesistes. Els aragonesistes eren escassos, però influents. Dels amb prou feines 75 membres coneguts d'Acción Regionalista Aragonesa, hi ha biografies publicades de 29 d'ells (el 38,7% del total), entre els quals figuren noms molt coneguts. En conseqüència, les propostes regionalistes podien aconseguir una gran difusió, encara que els grups organitzats fossin molt reduïts.
El sorgiment de l'aragonesisme va estar en relació amb l'economia, la cultura i la política.

#### Economia i aragonesisme
El naixement de l'aragonesisme va coincidir amb l'inici de la recuperació econòmica després de la Primera Guerra Mundial, amb el desenvolupament industrial de Saragossa i la malgrat la predominant emigració de la resta de la comunitat.

#### Cultura i aragonesisme
La recuperació cultural es va produir de forma molt tardana, existint llavors la institució de Jocs Florals de Saragossa entre 1894 i 1905 sense un significatiu específicament regionalista. Les obres dedicades a les edats antiga i moderna van ser escasses, salvo sobre la Guerra de la Independència. Es van celebrar dos centenaris que van tenir gran interès públic: el I Centenari dels Setges de Saragossa (1908) i el VIII Centenari de la Reconquesta de la ciutat (1918). La preocupació per la història es va manifestar en uns reduïts ambients intel·lectuals, però amb presència destacada. Així doncs, la recuperació de la història com a element definidor va ser una de les causes de l'inici de l'aragonesisme.

#### Política i aragonesisme
Els antecendents de l'aragonesisme en la política es troben en la Primera República Espanyola i l'intent de creació del Consell Regional d'Aragó. El 18 de maig de 1869 es va signar el Pacte de Tortosa per les comunitats que antigament formaven la Corona d'Aragó, però no va tenir cap efecte. Cal destacar la proclamació dels cantons de Saragossa i Barbastre en aquesta època. El 22 i 23 de març de 1883 es va aprovar a Saragossa la Constitució Federal de l'Estat Aragonés, la qual atorgava una àmplia autonomia però que tampoc va arribar a tenir transcendència. És posteriorment, en 1896, quan es daten les primeres al·lusions al regionalisme en la comunitat, amb influència en diversos aspectes. Aquest regionalisme destaca pel seu inici primerenc més que pels seus resultats pràctics o la qualitat del seu programa.
L'anàlisi de les capes regionalistes demostren que el que tenien en comú no eren les seves posicions ideològiques dins de l'espectre espanyol, sinó la seva destacada posició social. Per tot això, no és d'estranyar que en el si de les organitzacions regionalistes convisquessin tradicionalistes, com Domingo Miral, amb republicans, com Manuel Marraco Ramón, ministre d'Hisenda durant la Segona República.

### Segons Forcadell Álvarez
Per a Carlos Forcadell, en el seu assaig sobre el nacionalisme aragonès entre 1917 i 1936, la doctrina política aragonesista es mostra confusa i inconcreta, barrejant contínuament la concepció essencialista, natural i ahistòrica d'Aragó amb l'horitzó de regeneració d'Espanya com unitat política accidental de naturalesa jurídica, fins i tot reivindicant en algunes ocasions el vell iberisme, prenent com patrons a imitar països com Alemanya o els Estats Units.
Segons Forcadell, el discurs històric del nacionalisme aragonès entre 1917 i 1936 (i especialment el de Calvo Alfaro) es fonamenta en la combinació bàsica de dues idealitzacions, d'una banda el del passat medieval del Regne d'Aragó, al com es considera capdavanter de les llibertats fonamentades en els furs i una societat avançada a la seva època pel seu caràcter democràtic, i per un altre, els rampells imperialistes basats en l'orgull pels territoris conquistats en la Mediterrània (Sardenya, Regne de les Dues Sicílies, Neopàtria, etc.) per la Corona d'Aragó. Tot això en un context de comparació i competició amb els regnes veïns medievals i regions contemporànies, especialment amb Catalunya, i en menor mesura Castella. A partir d'aquesta combinació el nacionalisme aragonès busseja en la història en cerca dels motius històrics de la decadència de la personalitat d'Aragó, recorrent la història des de l'edat contemporània fins a l'alta edat mitjana.
Per al mateix autor, el nacionalisme aragonès entre 1917 i 1936 en un primer lloc es mostra crític amb el liberalisme espanyol del segle xix, al com consideren responsable del fracàs de la Restauració i del caciquisme, especialment per la seva falta de federalisme. A causa que prèviament a la guerra de la independència Espanya ja era un regne unitari, el liberalisme no serveix com a explicació de la pèrdua de les llibertats que considerava que el caracteritzava com a poble, i seguint la línia d'altres nacionalismes hispànics, recorre a l'abolició dels furs per part de Felip V, considerant-lo l'ultimador de les llibertats constitucionals i democràtiques de l'antic Regne d'Aragó.
No obstant la peculiaritat de l'ordenament jurídic de la Corona d'Aragó, en la guerra de la successió no es reflecteix una resistència ni oposició igual en tots els seus regnes a les tropes filipistes, especialment en comparació de Catalunya, la qual cosa es justifica en retrotraure's dos segles enrere a l'execució de Juan de Lanuza, Justícia d'Aragó, per ordre de Felip II d'Espanya, la qual cosa s'interpreta des de l'òptica del nacionalisme aragonès com una vexació prèvia a la personalitat d'Aragó la qual la deixa indefensa, castrada per fer front al que succeiria dos-cents anys després. Per la qual cosa s'amplia el ventall de causes de la decadència aragonesa anant, des dels Borbons (igual que el nacionalisme català) fins als Àustries (coincidint en aquest cas amb el nacionalisme espanyol).
Segueix Forcadell analitzant que, en aquest discurs, les causes de la pèrdua de personalitat d'Aragó, encara no queda històricament circumscrita del tot per al nacionalisme aragonès, per la qual cosa segueix retrotraient-se en la història, trobant la pèrdua de la grandesa de l'imperi mediterrani en la unió de les corones d'Aragó i Castella, a principis del segle xv, la qual cosa considera que va relegar Aragó a un paper secundari i d'estancament. Sent per tant el fonament de la decadència no la imposició d'una dinastia estrangera com va ser la dels Àustries, sinó la pèrdua de pes d'una Corona d'Aragó federal i democràtica en favor de Corona de Castella centralista i absolutista, fets afavorits bàsicament pels Reis Catòlics. Així i tot, es busca el perquè de la unió entre ambdues corones i se segueix remuntant en el passat, arribant fins al Compromís de Casp, acord que va donar com a resultat que un membre la dinastia castellana dels Trastámara fos entronitzat com a rei d'Aragó. Per la qual cosa el pacte d'unió entre ambdues corones que succeiria gairebé un segle després el nacionalisme aragonès no ho considera legítim lloc que la Corona d'Aragó ja no era governada per una dinastia pròpia veritable representant del poble, sinó per una forastera que serviria a interessos aliens.
Encara s'arriba més lluny en algunes ocasions amb relació a la divisió entre el Regne d'Aragó i el Comtat de Barcelona en el si de la Corona d'Aragó que va fixar el rei Jaume I en el segle xiii, el qual segons el parer dels aragonesistes va beneficiar més als catalans, privant-los de la sortida al mar, sent per tant un nou greuge històric que condicionaria el desenvolupament de la personalitat d'Aragó.
Tot el procés de recerca en la història de l'Aragó irredempt i idealitzat, i la seva edat d'or, i les causes que la van fer sucumbir al final queda reduïda als segles xi i xii, època en la qual l'actual solar que ocupa Aragó encara no havia estat reconquerit per complet pels reis cristians. Arribant-se per tant a una situació constant de retrets a la història, laments per haver emprès el camí equivocat i haver deixat passar oportunitats històriques, és a dir, una insatisfacció per la història realment transcorreguda, pel que es reivindica restaurar un regne que mai va existir remetent-se a una mítica edat d'or on els furs van ser abans que el Rei.

## Simbologia

Estrelada més estilitzada i moderna, utilitzada sobre tot a cartells, samarretes, adhesius, etc.

Els principals símbols emprats pel nacionalisme aragonès en l'actualitat són la bandera aragonesa (amb l'escut oficial o sense); l'estrelada aragonesa, que conserva els colors i format de la bandera però substitueix l'escut per un estel vermell; i en menor mesura, l'estrelada dissenyada per Gaspar Torrente.

## En l'actualitat

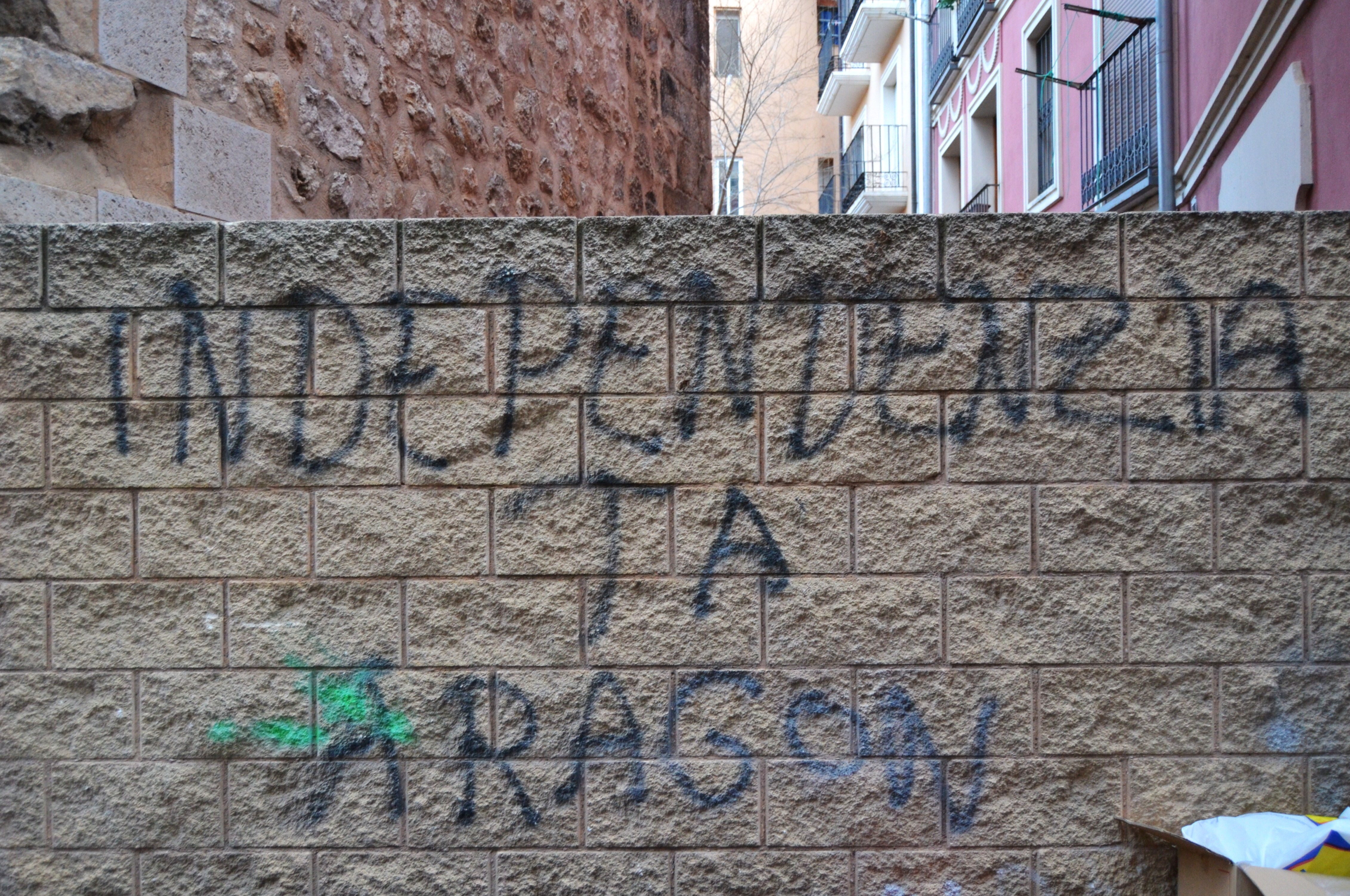
Pintada independentista a Terol, que diu en aragonès: ¡Independència per a Aragó!"

El nacionalisme aragonès actual tendeix a fomentar l'ús de l'idioma i a advocar per la seva oficialitat i els drets dels seus parlants. Durant els anys setanta també destacaren el Partit Socialista d'Aragó (PSA) i el Moviment Nacionalista Aragonès (MNA).
En l'actualitat, el principal partit nacionalista és Chunta Aragonesista, partit de tradició aragonesista, i que abasta un espai polític d'esquerra. La direcció del partit decidí expulsar la seva organització jovenil Chobenalla Aragonesista en novembre de 2004, decisió que no es va veure confirmada en l'Asambleya Nazional del partit, reunida a Osca en 2008, que va readmetre les joventuts. Posteriorment Chobenalla Aragonesista decidí abandonar CHA per la institucionalització i el gir a la dreta d'aquesta, marxant juntament amb els corrents crítics Puyalón i Tercera Vía. La direcció del partit decidí llavors crear una nova organització juvenil en CHA, anomenada Chobentú Aragonesista.
Chobenalla Aragonesista es va fusionar en 2010 amb l'organització jovenil Astral i fundaren Purna (A Chovenalla Revolucionaria y Independentista). Actualment està integrada en el Bloque Independentista de Cuchas (BIC). Tercera Vía marxà de CHA i els seus militants van abandonar la política de partits, però Puyalón s'escindí com a partit independent, independentista i socialista, integrat també en el BIC.
Dins de l'espai polític del centredreta, el principal partit aragonesista és el Partido Aragonés (PAR). En successius congressos, el Partit s'ha definit com a nacionalista moderat, constitucionalista i de centre.
També hi ha altres partits com a Iniciativa Aragonesa, que es defineix com a nacionalista de centre, i el partido Ciudadanos Unidos de Aragón (pCUA), que es defineix com a liberal i hereu del foralisme liberal en Espanya. Algunes altres forces obertament secessionistes i foralistes, amb resultats electorals testimonials, o que fins i tot no s'han presentat últimament a les eleccions, són Tierra Aragonesa (independentista i foralista-medievalista) i Estau Aragonés.
En 2007, amb la intenció d'unir a les organitzacions independentistes aragoneses d'esquerres en un mateix bloc, que permetés afrontar unitàriament la defensa de posicions independentistes, es crea el Bloque Independentista de Cuchas (BIC), que es tracta d'una coalició formada per diversos partits i organitzacions d'esquerra independentista com Purna, A Enrestida, l'organització feminista A Clau Roya, el Sindicato Obrero Aragonés (SOA), el sindicat estudiantil Universidat i el partit polític Puyalón. Actualment compten amb un regidor, de Puyalón, al municipi d'Artieda, en la comarca de Jacetània.
En les següents taules es detallen els resultats electorals dels partits nacionalistes aragonesos en els últims temps:
| Data            | Vots PAR | %     | C.    | Vots CHA | %     | C.  | Vots INAR | %    | C. | Vots total | %     | Regidors |
| --------------- | -------- | ----- | ----- | -------- | ----- | --- | --------- | ---- | -- | ---------- | ----- | -------- |
| Municipals 1991 | 129.001  | 21,39 | 1.204 | 10.215   | 1,69  | 16  | -         | -    | -  | 139.216    | 23,08 | 1.220    |
| Municipals 1995 | 134.934  | 19,27 | 1.148 | 27.836   | 3,98  | 40  | -         | -    | -  | 162.770    | 23,25 | 1.188    |
| Municipals 1999 | 87.493   | 13,36 | 925   | 54.614   | 8,34  | 80  | -         | -    | -  | 142.107    | 21,70 | 1.005    |
| Municipals 2003 | 85.857   | 12,03 | 907   | 88.939   | 12,46 | 196 | 1.262     | 0,18 | 1  | 176.058    | 24,67 | 1.104    |
| Municipals 2007 | 94.087   | 13,98 | 982   | 58.469   | 8,69  | 228 | -         | -    | -  | 152.556    | 22,67 | 1.210    |
| Municipals 2011 | 77.542   | 11,33 | 992   | 53.143   | 7,77  | 184 | -         | -    | -  | 130.685    | 19,10 | 1.176    |

| Data              | Vots PAR | %     | D. | Vots CHA | %     | D. | Vots INAR | %    | D. | Vots total | %     | Diputats |
| ----------------- | -------- | ----- | -- | -------- | ----- | -- | --------- | ---- | -- | ---------- | ----- | -------- |
| Autonòmiques 1991 | 151.377  | 25,05 | 17 | 14.008   | 2,32  | -  | -         | -    | -  | 165.385    | 27,37 | 17       |
| Autonòmiques 1995 | 143.272  | 20,8  | 14 | 34.043   | 4,94  | 2  | -         | -    | -  | 177.315    | 25.74 | 16       |
| Autonòmiques 1999 | 86.246   | 13,26 | 10 | 72.129   | 11,09 | 5  | -         | -    | -  | 158.375    | 24,35 | 15       |
| Autonòmiques 2003 | 79.670   | 11,18 | 8  | 97.777   | 13,72 | 9  | 1.703     | 0,24 | 0  | 179.150    | 25,14 | 17       |
| Autonòmiques 2007 | 80.862   | 12,12 | 9  | 54.483   | 8,17  | 4  | -         | -    | -  | 135.345    | 20,29 | 13       |
| Autonòmiques 2011 | 62.148   | 9,47  | 7  | 55.875   | 8,24  | 4  | -         | -    | -  | 118.023    | 17,71 | 11       |

| Data          | Vots PAR                          | %                                 | D.                                | Vots CHA                       | %                              | D.                             | Vots total | %     | Diputats |
| ------------- | --------------------------------- | --------------------------------- | --------------------------------- | ------------------------------ | ------------------------------ | ------------------------------ | ---------- | ----- | -------- |
| Generals 1993 | 71.628                            | 10,98                             | 1                                 | -                              | -                              | -                              | 71.628     | 10,98 | 1        |
| Generals 1996 | Es presentà en coalició amb el PP | Es presentà en coalició amb el PP | Es presentà en coalició amb el PP | 49.639                         | 6,53                           | 0                              | 49.639     | 6,53  | 0        |
| Generals 2000 | 38.883                            | 5,38                              | 0                                 | 75.356                         | 10,42                          | 1                              | 114.239    | 15,80 | 1        |
| Generals 2004 | 36.540                            | 4,68                              | 0                                 | 94.252                         | 12,07                          | 1                              | 130.792    | 16,75 | 1        |
| Generals 2008 | 39.905                            | 5,25                              | 0                                 | 37.995                         | 4,99                           | 0                              | 77.900     | 10,24 | 0        |
| Generals 2011 | Es presentà en coalició amb el PP | Es presentà en coalició amb el PP | Es presentà en coalició amb el PP | Es presentà en coalició amb IU | Es presentà en coalició amb IU | Es presentà en coalició amb IU | -          | -     | -        |

| Data          | Vots PAR | %    | D. | Vots CHA | %    | D. | Vots total | %     | Diputados |
| ------------- | -------- | ---- | -- | -------- | ---- | -- | ---------- | ----- | --------- |
| Europees 1989 | -        | -    | -  | -        | -    | -  | -          | -     | -         |
| Europees 1994 | 43.810   | 7,80 | 0  | -        | -    | -  | 43.810     | 7,80  | 0         |
| Europees 1999 | 60.186   | 9,27 | 0  | 44.494   | 6,85 | 0  | 104.680    | 16,12 | 0         |
| Europees 2004 | 14.157   | 2,94 | 0  | 29.520   | 6,13 | 0  | 43.677     | 9,07  | 0         |
| Europees 2009 | -        | -    | -  | 13.259   | 2.84 | 0  | 13.259     | 2.84  | 1a        |